# Camăr
Camăr là một xã thuộc hạt Sălaj, România. Dân số thời điểm năm 2002 là 1895 người.